# Campeonato Mundial de Ciclismo en Ruta de 2018
El LXXXV Campeonato Mundial de Ciclismo en Ruta se realizó en Innsbruck (Austria) entre el 23 y el 30 de septiembre de 2018, bajo la organización de la Unión Ciclista Internacional (UCI) y la Unión Ciclista de Austria.
El campeonato constó de carreras en las especialidades de contrarreloj y de ruta, en las divisiones élite masculino, élite femenino y masculino sub-23; las pruebas de contrarreloj élite se disputaron individualmente y por equipos. En total se otorgaron ocho títulos de campeón mundial. 
Este fue el último Campeonato Mundial de Ciclismo en que se celebró la prueba de contrarreloj por equipos, tras muchos años de polémica.

## Programa
El programa de competiciones fue el siguiente:
| Día                      | Evento                             | Trayecto                                                                            | Distancia (km) | Ganador                                |
| ------------------------ | ---------------------------------- | ----------------------------------------------------------------------------------- | -------------- | -------------------------------------- |
| Contrarreloj por equipos |                                    |                                                                                     |                |                                        |
| 23 de septiembre         | Contrarreloj por equipos femenina  | Ötztal–Innsbruck                                                                    | 53,8           | Canyon-SRAM · ( Alemania)              |
| 23 de septiembre         | Contrarreloj por equipos masculina | Ötztal–Innsbruck                                                                    | 62,1           | Quick-Step Floors · ( Bélgica)         |
| Contrarreloj individual  |                                    |                                                                                     |                |                                        |
| 24 de septiembre         | Contrarreloj masculina sub-23      | Wattens–Innsbruck                                                                   | 28,5           | Mikkel Bjerg ( Dinamarca)              |
| 25 de septiembre         | Contrarreloj femenina              | Wattens–Innsbruck                                                                   | 28,5           | Annemiek van Vleuten · ( Países Bajos) |
| 26 de septiembre         | Contrarreloj masculina             | Rattenberg–Innsbruck                                                                | 52,5           | Rohan Dennis ( Australia)              |
| Ruta individual          |                                    |                                                                                     |                |                                        |
| 28 de septiembre         | Ruta masculina sub-23              | Kufstein–Innsbruck (84,8 km + 4 vueltas circuito 23,8 km)                           | 186,2          | Marc Hirschi · ( Suiza)                |
| 29 de septiembre         | Ruta femenina                      | Kufstein–Innsbruck (84,8 km + 3 vueltas circuito 23,8 km)                           | 162,3          | Anna van der Breggen · ( Países Bajos) |
| 30 de septiembre         | Ruta masculina                     | Kufstein–Innsbruck (84,8 km + 6 vueltas circuito 23,8 km + 1 vuelta circuito 31 km) | 265,0          | Alejandro Valverde · ( España)         |

## Resultados

### Masculino
- Contrarreloj individual

| Puesto | Ciclista           | País         | Tiempo     |
| ------ | ------------------ | ------------ | ---------- |
| Oro    | Rohan Dennis       | Australia    | 1:03:02,57 |
| Plata  | Tom Dumoulin       | Países Bajos | 1:04:23,66 |
| Bronce | Victor Campenaerts | Bélgica      | 1:04:24,19 |

- Contrarreloj por equipos

| Puesto | Ciclistas | Equipo                         | Tiempo     |
| ------ | --- | ------------------------------ | ---------- |
| Oro    | Kasper Asgreen ( Dinamarca) · Laurens De Plus ( Bélgica) · Bob Jungels ( Luxemburgo) · Yves Lampaert ( Bélgica) · Maximilian Schachmann ( Alemania) · Niki Terpstra ( Países Bajos)          | Quick-Step Floors · ( Bélgica) | 1:07:25,94 |
| Plata  | Tom Dumoulin ( Países Bajos) · Chad Haga ( Estados Unidos) · Wilco Kelderman ( Países Bajos) · Søren Kragh Andersen ( Dinamarca) · Michael Matthews ( Australia) · Sam Oomen ( Países Bajos) | Sunweb · ( Alemania)           | 1:07:44,40 |
| Bronce | Patrick Bevin ( Nueva Zelanda) · Damiano Caruso ( Italia) · Rohan Dennis ( Australia) · Stefan Küng ( Suiza) · Greg Van Avermaet ( Bélgica) · Tejay van Garderen ( Estados Unidos)           | BMC Racing ( Estados Unidos)   | 1:07:45,49 |

- Ruta

| Puesto | Ciclista           | País    | Tiempo  |
| ------ | ------------------ | ------- | ------- |
| Oro    | Alejandro Valverde | España  | 6:46:41 |
| Plata  | Romain Bardet      | Francia | 6:46.41 |
| Bronce | Michael Woods      | Canadá  | 6:46.41 |

### Femenino
- Contrarreloj individual

| Puesto | Ciclista             | País         | Tiempo   |
| ------ | -------------------- | ------------ | -------- |
| Oro    | Annemiek van Vleuten | Países Bajos | 34:25,36 |
| Plata  | Anna van der Breggen | Países Bajos | 34:54,35 |
| Bronce | Ellen van Dijk       | Países Bajos | 35:50,55 |

- Contrarreloj por equipos

| Puesto | Ciclistas | Equipo                          | Tiempo     |
| ------ | --- | ------------------------------- | ---------- |
| Oro    | Hannah Barnes ( Reino Unido) · Elena Cecchini ( Italia) · Alice Barnes ( Reino Unido) · Trixi Worrack ( Alemania) · Lisa Klein ( Alemania) · Alena Amialiusik ( Bielorrusia)                       | Canyon-SRAM · ( Alemania)       | 1:01:46,60 |
| Plata  | Christine Majerus ( Luxemburgo) · Amalie Dideriksen ( Dinamarca) · Amy Pieters ( Países Bajos) · Karol-Ann Canuel ( Canadá) · Anna van der Breggen ( Países Bajos) · Chantal Blaak ( Países Bajos) | Boels Dolmans · ( Países Bajos) | 1:02:08,50 |
| Bronce | Liane Lippert ( Alemania) · Pernille Mathiesen ( Dinamarca) · Coryn Rivera ( Estados Unidos) · Ellen van Dijk ( Países Bajos) · Lucinda Brand ( Países Bajos) · Leah Kirchmann ( Canadá)           | Sunweb · ( Países Bajos)        | 1:02:15,27 |

- Ruta

| Puesto | Ciclista             | País         | Tiempo  |
| ------ | -------------------- | ------------ | ------- |
| Oro    | Anna van der Breggen | Países Bajos | 4:11:04 |
| Plata  | Amanda Spratt        | Australia    | 4:14:46 |
| Bronce | Tatiana Guderzo      | Italia       | 4:16:30 |

### Sub-23
- Contrarreloj individual

| Puesto | Ciclista                    | País      | Tiempo   |
| ------ | --------------------------- | --------- | -------- |
| Oro    | Mikkel Bjerg                | Dinamarca | 32:31,05 |
| Plata  | Brent Van Moer              | Bélgica   | 33:04,52 |
| Bronce | Mathias Norsgaard Jørgensen | Dinamarca | 33:09,35 |

- Ruta

| Puesto | Ciclista        | País      | Tiempo  |
| ------ | --------------- | --------- | ------- |
| Oro    | Marc Hirschi    | Suiza     | 4:24:05 |
| Plata  | Bjorg Lambrecht | Bélgica   | 4:24:20 |
| Bronce | Jaakko Hänninen | Finlandia | 4:24:20 |

## Medallero
| Núm. | País           | Oro | Plata | Bronce | Total |
| ---- | -------------- | --- | ----- | ------ | ----- |
| 1    | Países Bajos   | 2   | 3     | 2      | 7     |
| 2    | Bélgica        | 1   | 2     | 1      | 4     |
| 3    | Alemania       | 1   | 1     | 0      | 2     |
| 3    | Australia      | 1   | 1     | 0      | 2     |
| 5    | Dinamarca      | 1   | 0     | 1      | 2     |
| 6    | España         | 1   | 0     | 0      | 1     |
| 6    | Suiza          | 1   | 0     | 0      | 1     |
| 8    | Francia        | 0   | 1     | 0      | 1     |
| 9    | Canadá         | 0   | 0     | 1      | 1     |
| 9    | Estados Unidos | 0   | 0     | 1      | 1     |
| 9    | Finlandia      | 0   | 0     | 1      | 1     |
| 9    | Italia         | 0   | 0     | 1      | 1     |
|      | TOTAL          | 8   | 8     | 8      | 24    |